# Оболенський Михайло Олександрович
Михайло Олександрович Оболенський (22 липня 1940 , Москва  — 9 вересня 2011 , Харків ) — радянський і український фізик-експериментатор, педагог, доктор фізико-математичних наук (1993), професор (1994), академік Академії наук Вищої школи України (1994), Заслужений професор Харківського національного університету ім. В. Н. Каразина (2001). Автор важливих експериментальних робіт в області фізики високотемпературної надпровідності.

## Біографія
М. О. Оболенський народився 22 липня 1940 у Москві. Після закінчення фізичного факультету Харківського університету в 1964 р. вступив до аспірантури при кафедрі експериментальної фізики університету, у 1971 р. захистив кандидатську дисертацію. Працював асистентом, доцентом кафедри фізики низьких температур. У 1993 р. захистив докторську дисертацію «Надпровідність в квазідвовимірних системах», з 1994 р. — професор. З 1987 р. і по 2011 рік — завідувач кафедри фізики низьких температур ХНУ ім. В. Каразіна. Розробив і викладав курси «Електронні властивості металів при низьких температурах», «Основи наукових досліджень», «Фізика високотемпературних надпровідників», започаткував спеціалізацію кафедри «Високотемпературна надпровідність». Створив унікальну лабораторну базу для підготовки фахівців в галузі фізики низьких температур та кріогенної техніки. Десятки випускників кафедри стали кандидатами наук, певні захистили докторські дисертації. Зараз працюють в Україні, США, Нідерландах, Англії, Іспанії й інших країнах. Помер  Михайло Олександрович Оболенський 9 вересня 2011. Похований на 17-ом міському цвинтарі.

## Сім'я
- Батько — Оболенський Олександр Григорович, інженер (1908—2002)
- Мати — Оболенська (Рохман) Марія Петрівна (1916—2002)
- Дружина — Оболенська (Вовк) Раїса Сергіївна (1945 р.н.)
- Син — Оболенський Олександр Михайлович, пілот (1968—2020)
- Син — Оболенський Євген Михайлович, інженер (1976 р.н.)
- Дочка — Оболенська Ганна Михайлівна, психолог (1985 р.н.)

## Наукова діяльність
Наукові інтереси — в галузі електронних властивостей металів при низьких температурах, надпровідності, водневої енергетики, фізики низьких температур. Керівник держбюджетних тем, при виконанні яких отримані важливі наукові результати: розроблена методика вирощування монокристалів високотемпературних надпровідників, що не поступаються найкращим на світовому рівні; створені накопичувачі водню; проведено дослідження магнітних властивостей надпровідників, а також фазових перетворень у низьковимірних системах. Проходив наукове стажування в Польщі і Голландії, неодноразово працював у Греції за науковим грантом NATO. Учасник наукових проєктів УНТЦ та INTAS. Отримав міжнародний сертифікат «Сучасні тенденції в галузі вивчення і застосування магнітострикції» (2000). Автор понад 200 статей, співавтор 10 авторських свідоцтв про винаходи. Співавтор монографії «Активация водорода и водородсодержащих энергоносителей» (1993). Підготував 5 кандидатів та 1 доктора наук. Був членом редколегії журналів «Фізика низьких температур» і «Вісник ХНУ ім. В. Каразіна» (серія «фізика»), членом двох спеціалізованих рад з присвоєння докторських і кандидатських ступенів, член вченої ради ХНУ ім. В. Каразіна.

## Вибрані публікації з високотемпературній надпровідності
1. R.V. Vovk, M.A. Obolenskii, Z.F. Nazyrov, I.L. Goulatis, A. Chroneos & V.M. Pinto Simoes, Electro-transport and structure of 1-2-3 HTSC single crystals with different plane defects topologies, Journal of Materials Science: Materials in Electronics, 23, 1255 (2012)
2. R.V. Vovk, M.A. Obolenskii, A.A. Zavgorodniy, Z.F. Nazyrov, I.L. Goulatis, V.V. Kruglyak and A. Chroneos, Influence of longitudinal magnetic field on the fluctuation conductivity in slightly Al-doped YBa2Cu3-zAlzO7-δ single crystals with a given topology of plane defects, Modern Physics Letters B, 25, 2131 (2011)
3. R.V. Vovk, A.A. Zavgorodniy, M.A. Obolenskii, I.L. Goulatis, A. Chroneos & V.M. Pinto Simoes, Effect of high pressure on the metal-dielectric transition and the pseudo-gap temperature range in oxygen deficient YBa2Cu3O7−δ single crystals, Journal of Materials Science: Materials in Electronics, 22, 20 (2011)
4. D.A. Lotnyk, R.V. Vovk, M.A. Obolenskii, A.A. Zavgorodniy, J. Kováč, V. Antal, M. Kaňuchová, M. Šefčiková, P. Diko, A. Feher & A. Chroneos, Evolution of the Fishtail-Effect in Pure and Ag-doped MG-YBCO, Journal of Low Temperature Physics 161, 387 (2010)
5. R.V. Vovk, M.A. Obolenskii, A.A. Zavgorodniy, I.L. Goulatis, V.I. Beletskii, A. Chroneos, Structural relaxation, metal-to-insulator transition and pseudo-gap in oxygen deficient НоBa2Cu3O7−δ single crystals, Physica C: Superconductivity, 469, 203 (2009)
6. R.V. Vovk, M.A. Obolenskii, A.A. Zavgorodniy, A.V. Bondarenko, I.L. Goulatis, A.V. Samoilov, A. Chroneos, Effect of high pressure on the fluctuation conductivity and the charge transfer of YBa2Cu3O7−δ, Journal of Alloys and Compounds, 453, 69 (2008)
7. R.V. Vovk, M.A. Obolenskii, A.A. Zavgorodniy, A.V. Bondarenko, I.L. Goulatis & A. Chroneos, Excess conductivity and pseudo-gap state in YBCO single crystals slightly doped with Al and Pr, Journal of Materials Science: Materials in Electronics, 18, 811 (2007)
8. М. А. Оболенский, Р. В. Вовк, А. В. Бондаренко, Эволюция псевдощелевого состояния в слабодопированных празеодимом монокристаллах Y1-zPrzBa2Cu3O7- d с заданной топологией плоских дефектов, ФНТ 32, 1488 (2006)
9. А. В. Бондаренко, М. Г. Ревякина, А. А. Продан, М. А. Оболенский, Р. В. Вовк, Т. Р. Ароури, Анизотропия крипа вихрей в монокристалле YBa2Cu3O7-x с однонаправленными границами двойников, ФНТ 27, 275 (2001)
10. V.V. Chabanenko, A.A. Prodan. V.A. Shklovskij, A.V. Bondarenko, M.A. Obolenskii, H. Szymczak, S. Piechota, Guiding of vortices in YBa2Cu3O7−δ single crystals with unidirected twins, Physica C: Superconductivity, 314, 133 (1999)
11. A.V. Bondarenko, V.A. Shklovskij, M.A. Obolenskii, R.V. Vovk, A.A. Prodan, M. Pissas, D. Niarchos, and G. Kallias, Resistivity investigations of plastic vortex creep in YBa2Cu3O6.95 crystals, Phys. Rev. B 58, 2445 (1998)
12. Д. Д. Балла, А. В. Бондаренко, Р. В. Вовк, М. А. Оболенский, А. А. Продан, Влияние гидростатического давления на электросопротивление и критическую температуру монокристаллов YBa2Cu3O7-d ФНТ 23, 1035 (1997)
13. М. А. Оболенский, А. В. Бондаренко, В. А. Шкловский, М. Эль-Сиидави, Р. В. Вовк, А. В. Самойлов, Д. Ниархос, М. Писсас, Г. Каллиас, А. Г. Сиваков, Сверхпроводящие параметры и динамика вихрей в допированных алюминием монокристаллах YBaCuO, содержащих однонаправленные двойники, ФНТ 21, 1200 (1995)
14. A.I. Belyaeva, S.V. Vojtsenya, V.P. Yuriyev, M.A.Obolenskii, A.V. Bondarenko, Twin boundaries role in superconducting properties formation of single crystals YBa2Cu3O7−x, Solid State Communications, 85, (1993)
15. Б. Г. Лазарев, Л. С. Лазарева, А. А. Чупиков, М. А. Оболенский, А. В. Бондарёнко Эффект порогового магнитного поля в монокристаллах YВа2Сu3O7-х ФНТ 18, 9 (1992)
16. А. В. Бондаренко, М. А. Оболенский Обратимый эффект восстановления избыточного тока в микроконтактах Y(Ho)-Ва-Сu-О-нормальный металл при больших напряжениях, ФНТ 17, 201 (1991)
17. М. А. Оболенский, А. В. Бондаренко, В. И. Белецкий, В. Н. Моргун, В. П. Попов, И. Н. Чеботаев, А. С. Панфилов, А. И. Смирнов, О. А. Миронов, С. В. Чистяков, И. Ю. Скрылев Синтез и физические свойства монокристаллов YBa2Cu3O7 ФНТ 16, 1103 (1990)
18. А. В. Бондаренко, И. М. Дмитренко, М. А. Оболенский, В. Л. Товажнянский, Н. Я. Фогель, В. Г. Черкасова, Анизотропия НС2 и особенности резистивных переходов на орторомбических и тетрагональных монокристаллах YBa2Cu3Ox , ФНТ 15, 582 (1989)
19. Б. Л. Мерисов, Г. Я. Хаджай, М. А. Оболенский, О. А. Гавренко, Тепло- и электропроводность металлооксидной керамики Y-Ва-Сu-О в области сверхпроводящего перехода, ФНТ 14, 643 (1988)
20. М. А. Оболенский, В. А. Стародуб, Д. Д. Балла, Бондаренко А. В., В. Н. Баумер, Ю. В. Сюсько, В. В. Воробьев, Сверхпроводимость в системе La2-xSrxCuO4-y ФНТ 13, 768 (1987)

## Звання і нагороди
Заслужений професор ХНУ ім. В. Каразіна (2001). Нагрудний знак «Відмінник освіти України» (2000). Соросівський професор (1997). Нагороджений Нагрудним знаком «За наукові досягнення» (2005), стипендією ім. К. Д. Синельникова Харківської обласної держадміністрації в галузі фізики і астрономії для визначних вчених (2006). Лауреат премії ім. Б. І. Вєркіна Національної Академії Наук України (2008).